# Vandenboschia speciosa
Trichomanès remarquable
Espèce
Statut de conservation UICN

 LC  : Préoccupation mineure
Vandenboschia speciosa (Trichomanès remarquable) est une espèce de fougère de la famille des Hyménophyllacées.

## Synonyme
- Trichomanes speciosum Willd.

## Description
Cette espèce présente les caractéristiques suivantes :
- un rhizome rampant, couvert de poils, fin - environ 5 mm de diamètre - ;
- des racines un peu moins nombreuses et robustes que celles générales du genre ;
- pas de frondes abortives ;
- pas de fausses nervures
- les frondes ont entre 10 et 30 cm (il s'agit d'une espèce de plus petite taille que la moyenne du genre) ;
- un limbe triangulaire divisé deux à trois fois ;
- une indusie tubulaire située aux extrémités des nervures en bordure des pinnules.

Il s'agit d'une espèce tétraploïde : 4n = 144 chromosomes.
Son stade gamétophyte (il s'agit d'un prothalle filiforme comme pour toutes les espèces d'Hyménophyllacées) peut perdurer et connaître une multiplication végétative, sans passer par un stade sporophyte : cette forme est qualifiée de « gamétophyte indépendant ». Il forme alors des coussins vert-clair de filaments enchevêtrés. Actuellement, l'espèce présente, en France, une aire de répartition plus vaste au stade gamétophyte qu'au stade sporophyte.

## Distribution
Il s'agit d'une fougère terrestre, de milieux humides. Elle est présente dans les régions du nord-ouest de l'Europe (à climat océanique), dont en France (notamment en Bretagne), ainsi qu'à Madagascar. En France, c'est une espèce protégée, où elle colonise volontiers les cavités naturelles ou les puits où règne un humidité constante..

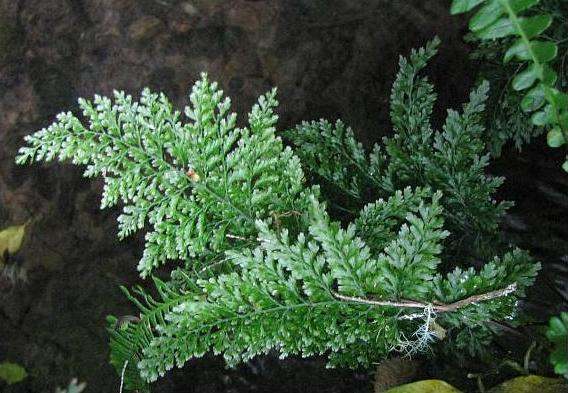
Sporophyte de Vandenboschia speciosa
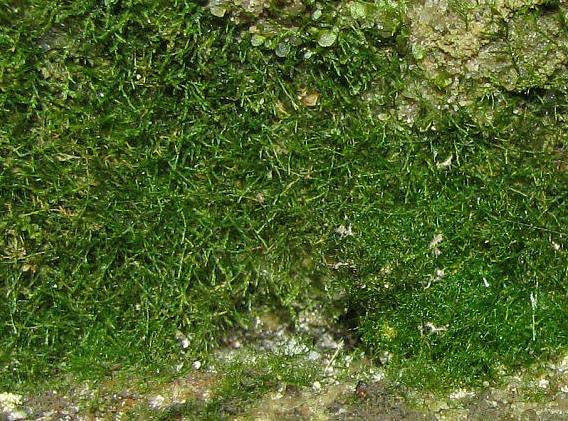
Gamétophyte de Vandenboschia speciosa